# Saint-Hilaire-de-Loulay
Saint-Hilaire-de-Loulay est une ancienne commune française située dans le département de la Vendée en région Pays de la Loire. Petite ville, Saint-Hilaire-de-Loulay était peuplée de 4533 habitants en 2016. Elle fait partie depuis 2019 de la commune de Montaigu-Vendée.
Forte de son occupation passée par de grands propriétaires terriens, la commune est aussi surnommée Saint-Hilaire-les-Sept-Châteaux. Son paysage est typique du Bocage vendéen. Ses habitants sont les Loulaysiens et les Loulaysiennes.

## Géographie
Le territoire municipal de Saint-Hilaire-de-Loulay s’étend sur 4 112 hectares. L’altitude moyenne de la commune est de 49 mètres, avec des niveaux fluctuant entre 18 et 72 mètres,.
La commune de Saint-Hilaire-de-Loulay est située au nord du département de la Vendée et est limitrophe de la Loire-Atlantique. elle est située à une trentaine de kilomètres de Nantes et à une quarantaine de kilomètres de sa préfecture de département La Roche-sur-Yon.

### Hydrographie

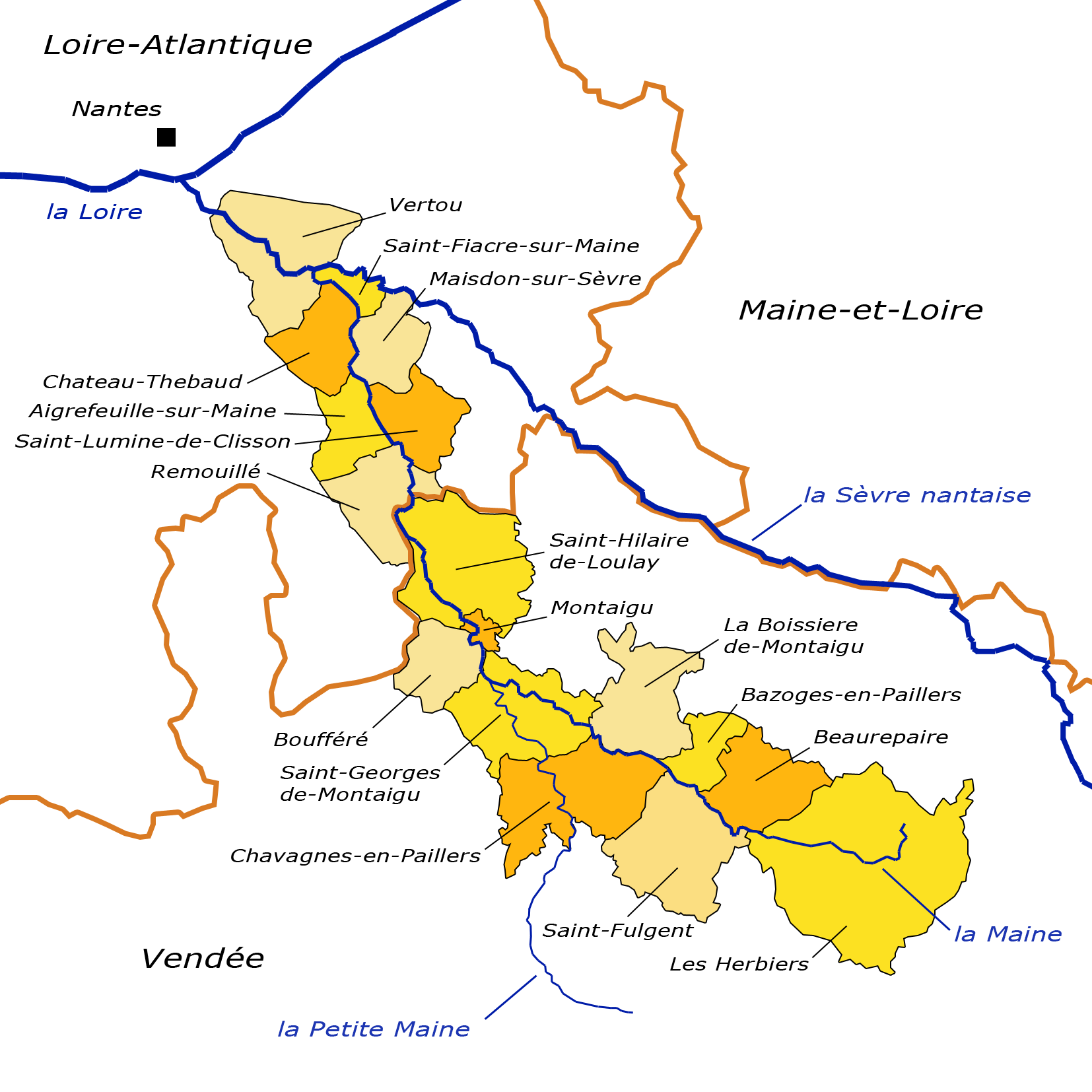
Rivière la Maine.

La commune de Saint-Hilaire-de-Loulay est traversée du sud au nord par la Maine, une rivière qui se jette, une vingtaine de kilomètres plus loin, dans la Sèvre nantaise (affluent de la Loire).
Ce cours d'eau est alimenté par de nombreux petits ruisseaux sur le territoire de la commune : 
- le Blaison se situe sur la limite ouest de la commune[4].
- le Riaillé au sud, délimite la frontière entre Montaigu et Saint-Hilaire.
- le Loulay prend sa source dans l'actuelle agglomération et rejoint la Maine un kilomètre plus loin.
- l'Osée quant à lui ne rejoint la Maine qu'à Remouillé[5].

### Géologie et relief
C'est un paysage bocager qui domine le territoire. Le sol de la commune est principalement formé de granit. On trouve aussi des limons éoliens ainsi que des formations argilo-sableuses coiffant le granit sous-jacent. Le sud-ouest du territoire présente un affleurement d’orthogneiss. L'orographie de la commune est constituée de petites collines. L’altitude de celles-ci ne dépasse que rarement les 60 mètres
.

### Climatologie
Saint-Hilaire-de-Loulay est soumise à un climat de type océanique.
Les données concernant le climat de Saint-Hilaire-de-Loulay qui suivent sont extraites d'une source basant le site de relevé des données météorologiques aux coordonnées 47°09'N - 1°37'O, ce qui correspond à la position de l'Aéroport Nantes-Atlantique situé sur la commune de Bouguenais, distant de 30 kilomètres.
| Mois                              | jan. | fév. | mars | avril | mai  | juin | jui. | août | sep. | oct. | nov. | déc. | année |
| --------------------------------- | ---- | ---- | ---- | ----- | ---- | ---- | ---- | ---- | ---- | ---- | ---- | ---- | ----- |
| Température minimale moyenne (°C) | 2,4  | 2,8  | 4    | 5,9   | 9    | 11,9 | 13,9 | 13,5 | 11,8 | 8,9  | 5,1  | 3    | 7,7   |
| Température moyenne (°C)          | 5,4  | 6,2  | 8,1  | 10,4  | 13,6 | 16,9 | 19,1 | 18,7 | 16,8 | 13,1 | 8,6  | 6    | 11,9  |
| Température maximale moyenne (°C) | 8,4  | 9,6  | 12,2 | 14,9  | 18,2 | 21,9 | 24,4 | 24   | 21,8 | 17,3 | 12   | 9    | 16,1  |

| Mois                                            | jan. | fév. | mars | avril | mai  | juin | jui. | août | sep. | oct. | nov. | déc. | année |
| ----------------------------------------------- | ---- | ---- | ---- | ----- | ---- | ---- | ---- | ---- | ---- | ---- | ---- | ---- | ----- |
| Ensoleillement (h)                              | 72   | 99   | 148  | 187   | 211  | 239  | 267  | 239  | 191  | 140  | 91   | 70   | 1 956 |
| Précipitations (mm)                             | 86,6 | 70,2 | 69,1 | 49,9  | 64,1 | 45   | 46,4 | 44,8 | 62,2 | 79,2 | 86,9 | 84,1 | 788,5 |
| Nombre de jours avec précipitations             | 12,8 | 11   | 11,1 | 8,9   | 11   | 7,7  | 6,7  | 7    | 8,4  | 10,4 | 11,1 | 11,5 | 117,6 |
| dont nombre de jours avec précipitations ≥ 5 mm | 6,1  | 4,8  | 4,9  | 3,6   | 4,5  | 2,9  | 2,7  | 3,1  | 3,9  | 5    | 6,2  | 6,1  | 53,7  |
| Humidité relative (%)                           | 88   | 84   | 80   | 77    | 78   | 76   | 75   | 76   | 80   | 86   | 88   | 89   | 81    |

### Accès et transports
La commune est traversée par la route départementale 137 du nord-est au sud-est entre Remouillé et Montaigu. Celle-ci relie Nantes à la Rochelle. Une déviation, la route départementale 1763, permettant le contournement des centres de Montaigu et de Saint-Hilaire-de-Loulay. On peut aussi noter les routes départementales 54, 77 et 93 permettent de relier les autres communes limitrophes de Saint-Hilaire-de-Loulay.

## Toponymie
Le nom de Saint-Hilaire-de-Loulay a pour origine l'Ollarium (lieu humide, champs de pots et urnes funéraires), devenu Lolayo puis Delolayo au XVIe siècle.
Saint-Hilaire est le nom d’un saint chrétien, évêque de Poitiers au IVe siècle et docteur de l'Église. L'origine du nom d’Hilaire vient du latin hilaris qui signifie gai, joyeux, de bonne humeur qui a donné le mot français hilare .

## Histoire

### Les origines

Les marches Bretagne-Poitou.

On admet la présence de l'homme à Saint-Hilaire-de-Loulay pendant la période du Néolithique grâce aux menhirs de la Grande Bernerie et de la Buhonnière. Pendant l'Antiquité, la région est habitée par les Ambilatres un peuple gaulois selon l'archéologue José Gomez de Soto. Plus tard, César aurait rattaché ce territoire au pays Pictons dans l'Aquitaine seconde,.
Pendant l'Antiquité, le territoire est traversé par la voie gallo-romaine reliant Nantes à Saintes.
Au Moyen Âge, la paroisse accueille de nombreuses seigneuries, en témoignent les sept châteaux sur le territoire. Jusqu'à la Révolution française, la paroisse de Saint-Hilaire-de-Loulay est une paroisse poitevine faisant partie des Marches avantagères du Poitou sur la Bretagne. La paroisse bénéficie alors d’un statut particulier, elle est notamment exemptée de taxes sur les marchandises

### Révolution et époque contemporaine

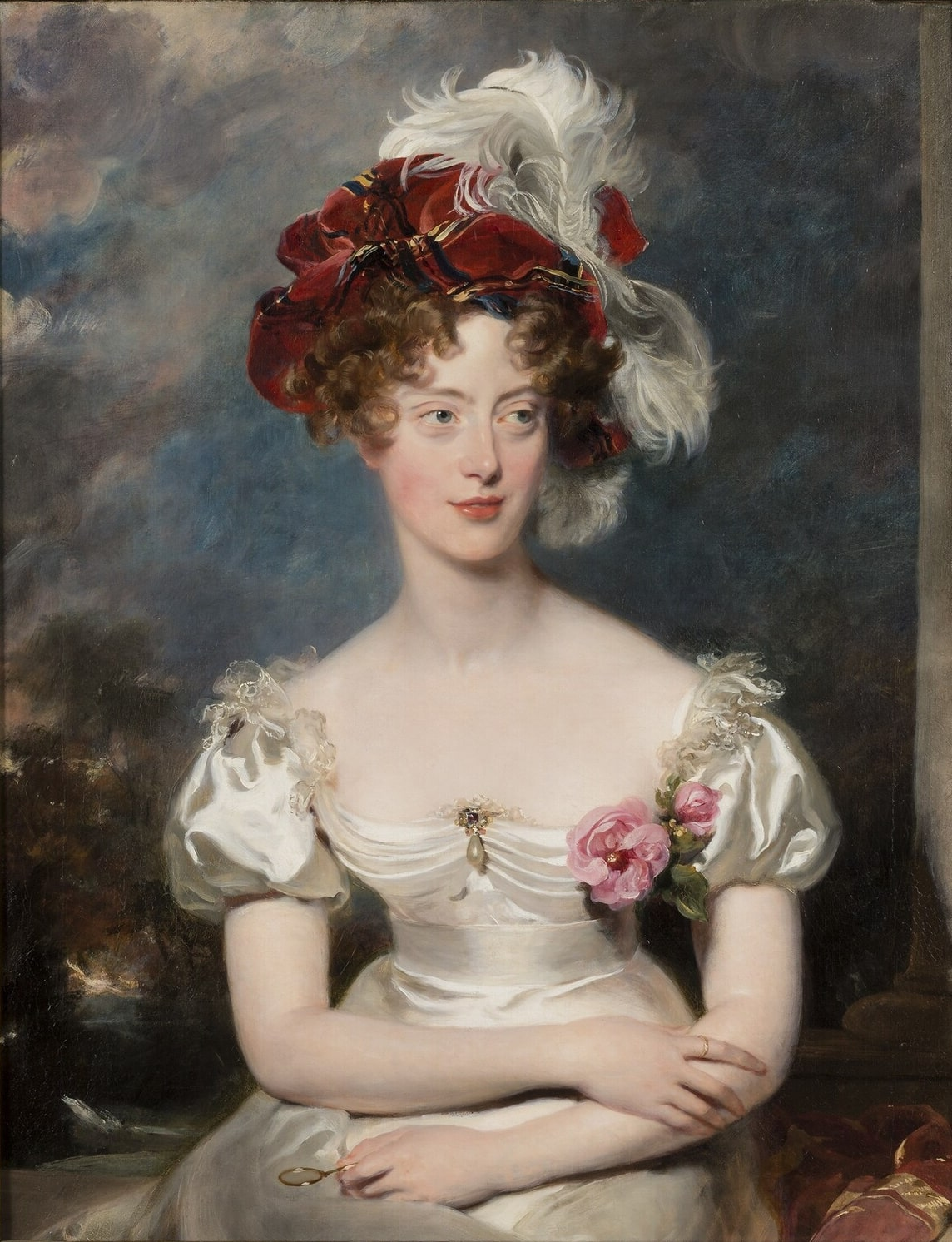
La duchesse de Berry.

Pendant la Révolution française, des prêtres réfractaires se réfugient dans un vieux chêne près du château de la Grande Bernerie.
Plus tard, la commune est encore le théâtre de soulèvements royalistes destinés à faire reconnaître la légitimité du futur Comte de Chambord au trône de France. Le 15 mai 1832 la duchesse de Berry, après un premier échec à Marseille le 30 avril, tente de soulever à nouveau la « Vendée militaire » et arrive au château de la Preuille (alors propriété du Comte de Nacquart). Elle y rencontre, pour ce projet, une douzaine de chefs vendéens. De violents combats sporadiques éclatent dans les communes environnantes pendant quelques jours. Cette brève (du 15 au 31 mai) insurrection royaliste de 1832 sera un échec. La duchesse de Berry réfugiée à Nantes le 9 juin y sera arrêtée le 7 novembre, emprisonnée à Blaye quelques mois, puis définitivement exilée.
L´église de la commune est une des plus caractéristiques du milieu du XIXe siècle. On y trouve l'unique reproduction au monde du tableau Le saint Grégoire dont l'original se trouve au Vatican.
Le 1er janvier 2019, la commune fusionne avec Boufféré, La Guyonnière, Montaigu et Saint-Georges-de-Montaigu pour former la commune nouvelle de Montaigu-Vendée dont la création est actée par un arrêté préfectoral du 20 avril 2017.

## Héraldique
| Blason | Blasonnement : De gueules à la crosse épiscopale d'or, à la mitre d'argent brochant sur le tout, au chef d'hermine chargé de trois tours, donjonnées chacune de trois tourelles d'or, ouvertes, ajourées et maçonnées de sable. |

## Politique et administration

### Liste des maires
| Période                                  | Période          | Identité                         | Étiquette    | Qualité                                                                                                 |
| ---------------------------------------- | ---------------- | -------------------------------- | ------------ | --- |
| 1815                                     | 1830             | Louis-Augustin de Goyon          |              | |
| 1830                                     | 1832             | Louis-Armand Dugast              |              | |
| 1832                                     | 1835             | Augustin Bossard                 |              | |
| 1835                                     | 1844             | Pierre-Paul Chauveau             |              | |
| 1844                                     | 1848             | Louis-Armand Dugast              |              | |
| 1848                                     | 1852             | Dominique de Nacquard            |              | |
| 1852                                     | 1862             | Louis-Armand Dugast              |              | |
| 1862                                     | 1865             | Augustin Pairaudeau              |              | |
| 1865                                     | 1879             | Auguste de Cornulier de La Lande | Monarchiste  | Sénateur, élu dans la Vendée (1876-1886) Conseiller général, élu dans le canton de Montaigu (1871-1886) |
| 1879                                     | 1881             | Alfred Lefeuvre                  |              | |
| 1881                                     | 1886 (décès)     | Auguste de Cornulier de La Lande | Monarchiste  | Sénateur, élu dans la Vendée (1876-1886) Conseiller général, élu dans le canton de Montaigu (1871-1886) |
| 1886                                     | 1889             | Alfred Lefeuvre                  |              | |
| 1889                                     | 1906             | Louis de Cornulier de La Lande   | Conservateur | Conseiller général, élu dans le canton de Montaigu (1886-1919)                                          |
| 1906                                     | 1908             | Roger de Villebois-Mareuil       |              | |
| 1908                                     | 1919 (décès)     | Louis de Cornulier de La Lande   | Conservateur | Conseiller général, élu dans le canton de Montaigu (1886-1919)                                          |
| 1919                                     | 1935             | Paul de Lorgeril                 |              | |
| 1935                                     | mars 1971        | Henri de Lorgeril                |              | |
| 1971                                     | 2001             | André Pichaud                    | DVD          | Vice-président du district de Montaigu [Quand ?]                                                        |
| 2001                                     | 29 mars 2014     | Danièle Liaigre                  | DVD          | Responsable de formation Maire honoraire,                                                               |
| 29 mars 2014                             | 31 décembre 2018 | Daniel Rousseau                  | DVD          | Chef d'entreprise                                                                                       |
| Les données manquantes sont à compléter. |                  |                                  |              | |

### Liste des maires délégués
| Période         | Période  | Identité        | Étiquette | Qualité                         |
| --------------- | -------- | --------------- | --------- | ------------------------------- |
| 4 janvier 2019, | En cours | Daniel Rousseau | DVD       | Chef d’entreprise à la retraite |

### Jumelages
Au 1er janvier 2011, Saint-Hilaire-de-Loulay n'est jumelée avec aucune ville.

## Démographie

### Évolution démographique
L'évolution du nombre d'habitants est connue à travers les recensements de la population effectués dans la commune depuis 1800. Pour les communes de moins de 10 000 habitants, une enquête de recensement portant sur toute la population est réalisée tous les cinq ans, les populations de référence des années intermédiaires étant quant à elles estimées par interpolation ou extrapolation. Pour la commune, le premier recensement exhaustif entrant dans le cadre du nouveau dispositif a été réalisé en 2006.

En 2016, la commune comptait 4 533 habitants, en évolution de +7,04 % par rapport à 2010 (Vendée : +5,33 %, France hors Mayotte : +2,11 %).
| 1800 | 1806  | 1821  | 1831  | 1836  | 1841  | 1846  | 1851  | 1856  |
| ---- | ----- | ----- | ----- | ----- | ----- | ----- | ----- | ----- |
| 812  | 1 520 | 1 846 | 1 845 | 1 746 | 2 080 | 2 090 | 2 164 | 2 154 |

| 1861  | 1866  | 1872  | 1876  | 1881  | 1886  | 1891  | 1896  | 1901  |
| ----- | ----- | ----- | ----- | ----- | ----- | ----- | ----- | ----- |
| 2 123 | 2 106 | 2 162 | 2 195 | 2 220 | 2 380 | 2 301 | 2 207 | 2 061 |

| 1906  | 1911  | 1921  | 1926  | 1931  | 1936  | 1946  | 1954  | 1962  |
| ----- | ----- | ----- | ----- | ----- | ----- | ----- | ----- | ----- |
| 2 051 | 1 929 | 1 759 | 1 744 | 1 692 | 1 672 | 1 683 | 1 730 | 1 775 |

| 1968  | 1975  | 1982  | 1990  | 1999  | 2006  | 2011  | 2016  | - |
| ----- | ----- | ----- | ----- | ----- | ----- | ----- | ----- | - |
| 1 923 | 2 079 | 2 605 | 3 238 | 3 569 | 3 934 | 4 305 | 4 533 | - |

### Pyramide des âges
La population de la commune est relativement jeune. Le taux de personnes d'un âge supérieur à 60 ans (13,8 %) est en effet inférieur au taux national (21,6 %) et au taux départemental (25,1 %).
Contrairement aux répartitions nationale et départementale, la population masculine de la commune est supérieure à la population féminine (50,6 % contre 48,4 % au niveau national et 49 % au niveau départemental).
La répartition de la population de la commune par tranches d'âge est, en 2007, la suivante :
- 50,6 % d’hommes (0 à 14 ans = 21,7 %, 15 à 29 ans = 20,7 %, 30 à 44 ans = 23,1 %, 45 à 59 ans = 23 %, plus de 60 ans = 11,5 %) ;
- 49,4 % de femmes (0 à 14 ans = 21,6 %, 15 à 29 ans = 18,3 %, 30 à 44 ans = 23,2 %, 45 à 59 ans = 20,9 %, plus de 60 ans = 16 %).

| Hommes | Classe d’âge | Femmes |
| ------ | ------------ | ------ |
| 0,3    | 90 ans ou +  | 0,8    |
| 3,3    | 75 à 89 ans  | 5,8    |
| 7,9    | 60 à 74 ans  | 9,4    |
| 23,0   | 45 à 59 ans  | 20,9   |
| 23,1   | 30 à 44 ans  | 23,2   |
| 20,7   | 15 à 29 ans  | 18,3   |
| 21,7   | 0 à 14 ans   | 21,6   |

| Hommes | Classe d’âge | Femmes |
| ------ | ------------ | ------ |
| 0,4    | 90 ans ou +  | 1,2    |
| 7,3    | 75 à 89 ans  | 10,6   |
| 14,9   | 60 à 74 ans  | 15,7   |
| 20,9   | 45 à 59 ans  | 20,2   |
| 20,4   | 30 à 44 ans  | 19,3   |
| 17,3   | 15 à 29 ans  | 15,5   |
| 18,9   | 0 à 14 ans   | 17,4   |

## Économie et industrie
L'agriculture tient une place importante dans l'économie de la commune, 14 % du territoire de la commune y est dédié. L’élevage de bovins est la principale activité et celle de l'élevage porcin s'y développe. En 2003, la commune recense 53 sièges d’exploitation. Les vignerons de la commune sont aussi autorisés à produire du muscadet AOC sans dénomination locale.
Parmi les entreprises industrielles, on peut citer :
- VMI Mixing, fabrication de pétrins, mixeurs et batteurs pour les boulangeries, et l'industrie pharmaceutique (entreprise créée en 1945 sous le nom de Hervouet-Pauvert, puis Vendée Mécanique à Montaigu, déménage en 2017 à Saint-Hilaire)[33];
- Oratech (6M € CA, 58 p.), outillages de grande dimension (groupe Europe Technologies)[34].

En 2003, ce sont 69 entreprises artisanales qui employaient 258 salariés. La commune dispose de quatre zones d'activité : 
- La zone d’activités de l’Espérance de 6 ha ;
- La zone d’activités intercommunale des Landes de Roussais, d'une superficie de 7,3 ha. Cette zone accueille notamment l'usine et siège social de l'entreprise de mobilier de bureau Haworth, la plus grande entreprise de la commune.
- La zone d’activités de la Marionnière, 3,5 ha ;
- La zone artisanale des Touches 7,4 ha.

## Vie Locale

### Commerces, services et infrastructures
La commune dispose d'un supermarché, et plusieurs petits commerces de proximité. On peut noter la présence d'une agence postale. 
La commune dispose d'une bibliothèque, d'une maison de jeunes, et de deux salles communales nommées Yprésis et la salle du Cercle. Pour la pratique du sport, la commune a un complexe sportif constitué de deux terrains de football, deux terrains de tennis et trois salles omnisports.

### Enseignement

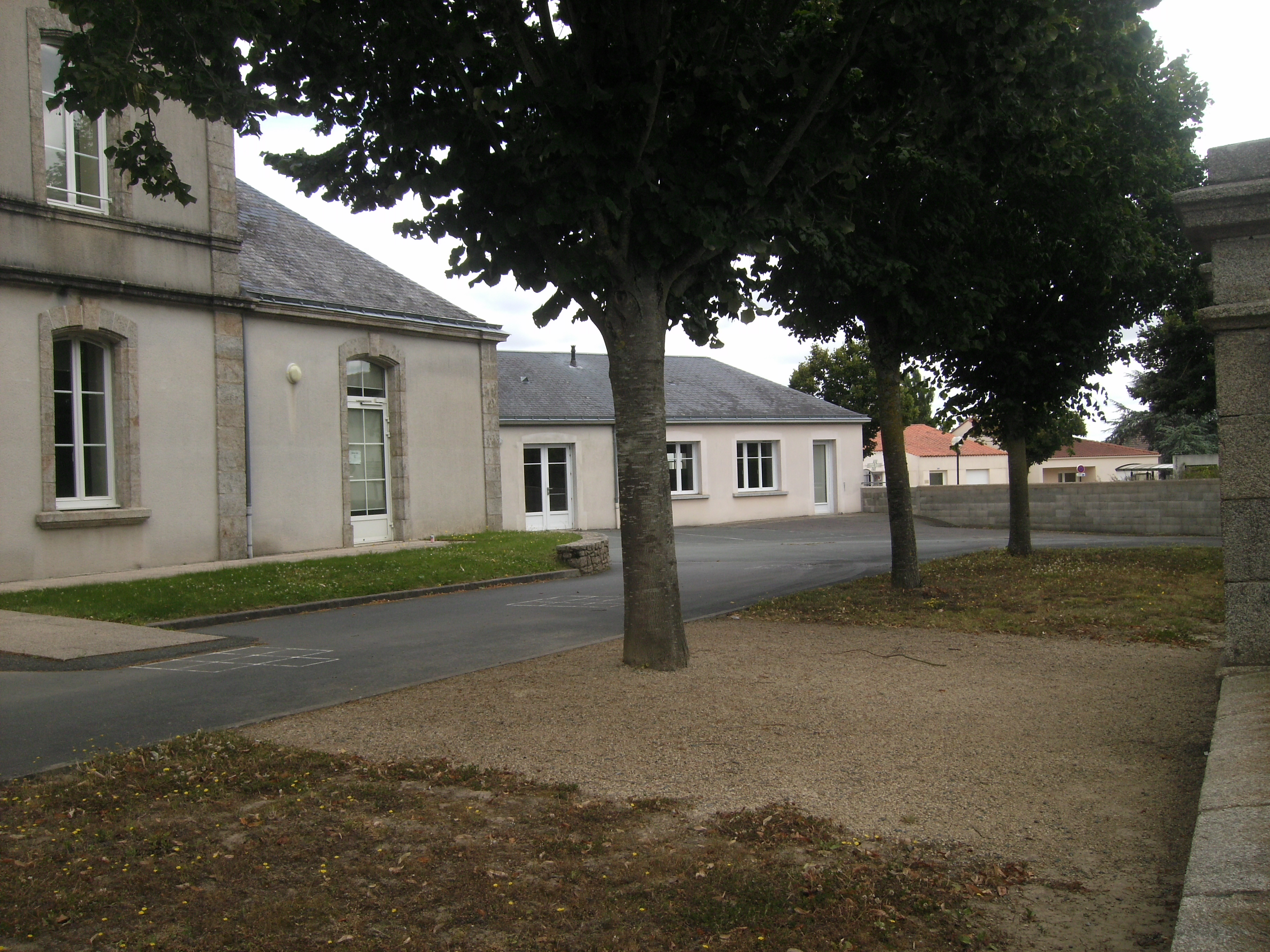
L'école du Chemin-Neuf en juillet 2012.

Saint-Hilaire-de-Loulay dépend de l'académie de Nantes. Pour l'enseignement élémentaire, la commune dispose d’un groupe scolaire public appelée Les Petits-Cailloux et d'une école privée appelée Sainte-Marie.
L'école privée était à l'origine composée d'une école maternelle appelée Saint-Gildas et d'une école primaire appelée Sainte-Marie. L'école publique était celle du Chemin-Neuf. Les deux écoles privées ont été rattachées à la rentrée 2006 afin de séparer les maternelles et les CP des CE1-CM2 de l'école publique, qui ont été installés dans l'ancienne école Saint-Gildas. Le groupe scolaire se nommait les Tilleuls. Les deux écoles publiques se sont enfin regroupées à la rentrée 2015 pour former l'école les Petits Cailloux,.
Inauguré à la rentrée 2017, le collège Michel-Ragon, un établissement public, accueille des élèves de la région de Montaigu.

### Santé
La population bénéficie également des services d’un chirurgien-dentiste, de deux médecins généralistes, de deux infirmières et d’un pharmacien. Aussi, on trouve le foyer Soleil qui accueille les personnes âgées.

### Environnement
La collecte des déchets est gérée par le syndicat mixte de Montaigu - Rocheservière du Pays de Maine. Les déchets ménagers sont ramassés tous les quinze jours en agglomération. La déchèterie la plus proche de Saint-Hilaire-de-Loulay se situe à Boufféré.
Saint-Hilaire-de-Loulay a obtenu deux fleurs au Concours des villes et villages fleuris (palmarès 2007).

## Lieux et monuments
Il y a sept petits châteaux privés, témoignages des seigneuries autrefois présentes sur le territoire de la commune. Parmi ceux-ci, on peut citer le château de la Preuille, la Mussetière, le château de la Lande et le château de Bois-Corbeau, le château de la Peinerie, la Grande Bernerie. 
Le pont de Sénard enjambant la Maine, est construit en pierre et daterait du Moyen Âge classique. Une légende locale raconte qu'à la suite de difficultés pour finir l'édifice, l’entrepreneur passa un marché avec le diable en échange de l'âme du premier passant. Pris de remords, la Sainte Vierge envoya un âne sur le pont. En représailles, le diable jura que le pont ne serait jamais fini. Ainsi il manque toujours quelques pierres à ce pont.
- Église Saint-Hilaire.
- Menhir de la Grande Bernerie  : seul survivant d'un groupe de deux menhirs.

Côté nature, on peut citer l'étang du Pré Gestin, les espaces de loisirs de la Vergnaie et de l'Ecornerie.

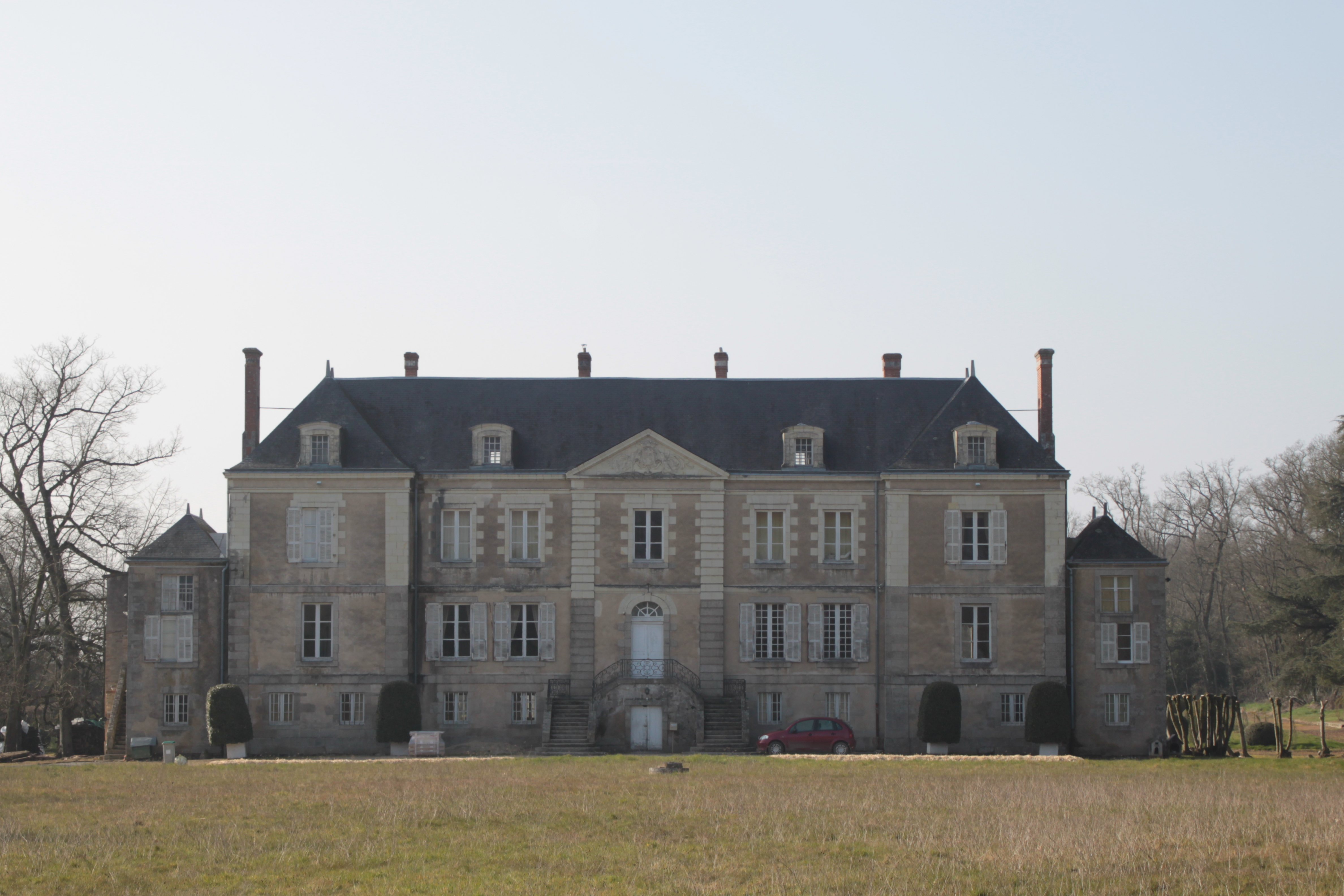
Le château de la Lande.
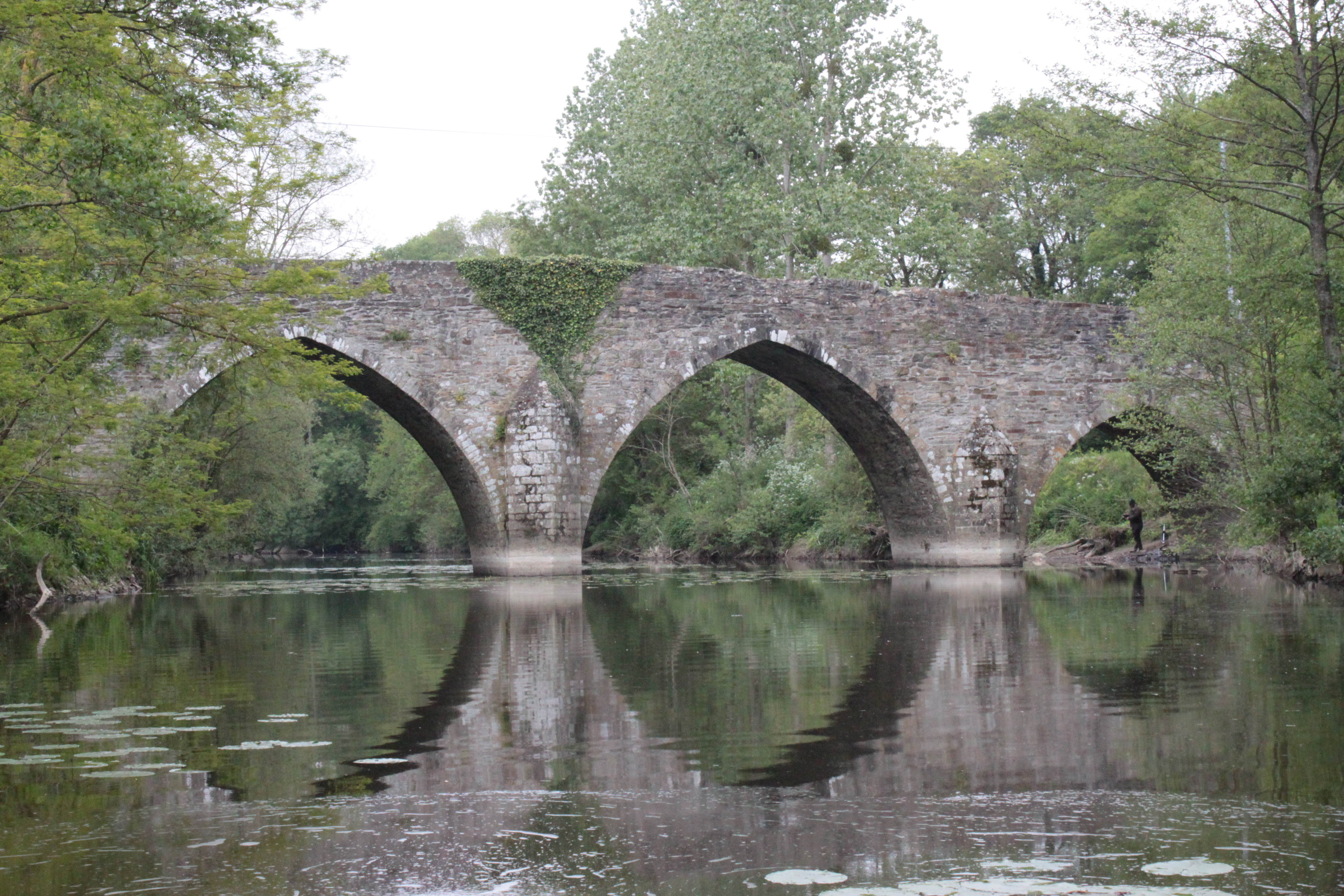
Le pont de Sénard.
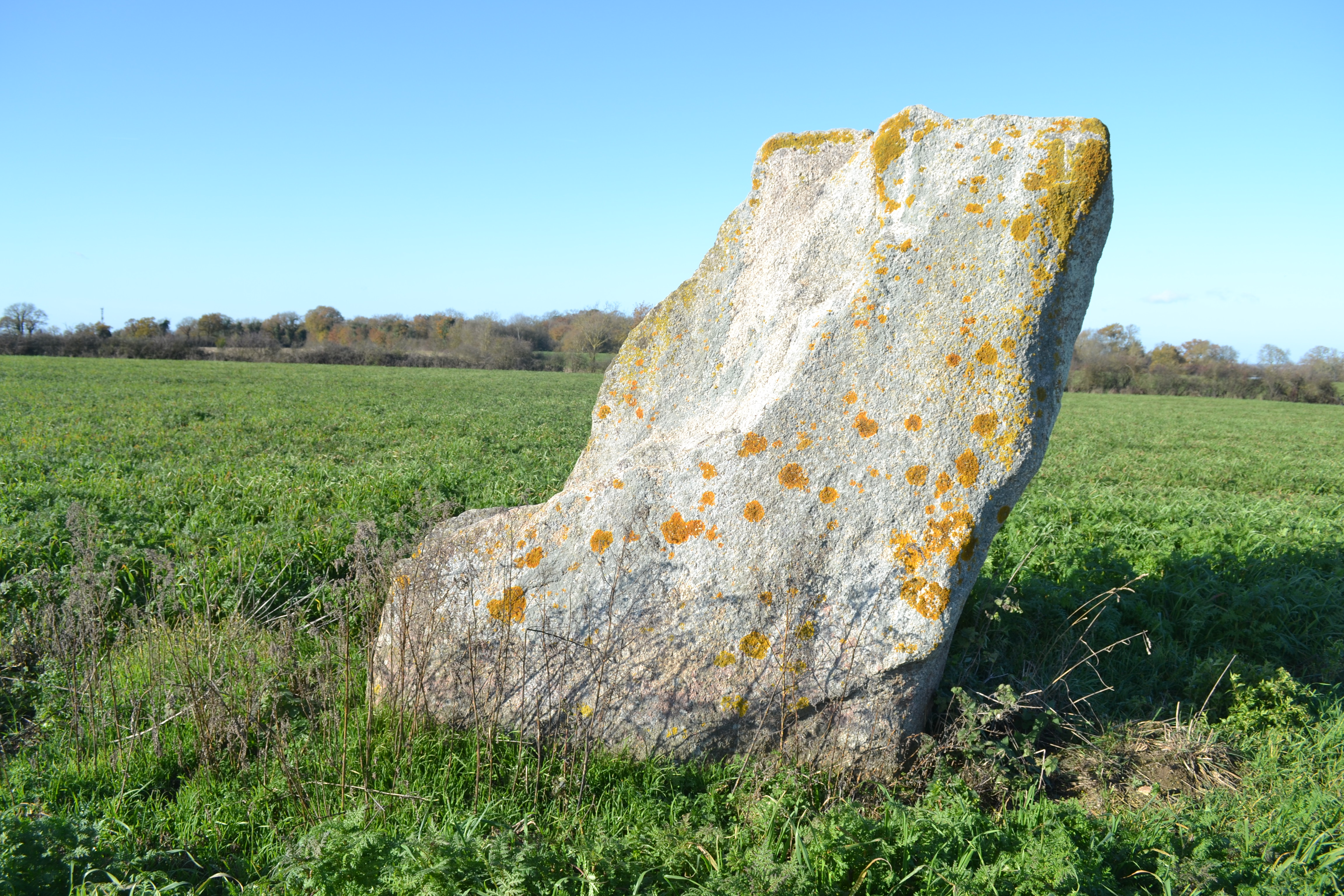
Menhir de la Grande Bernerie.
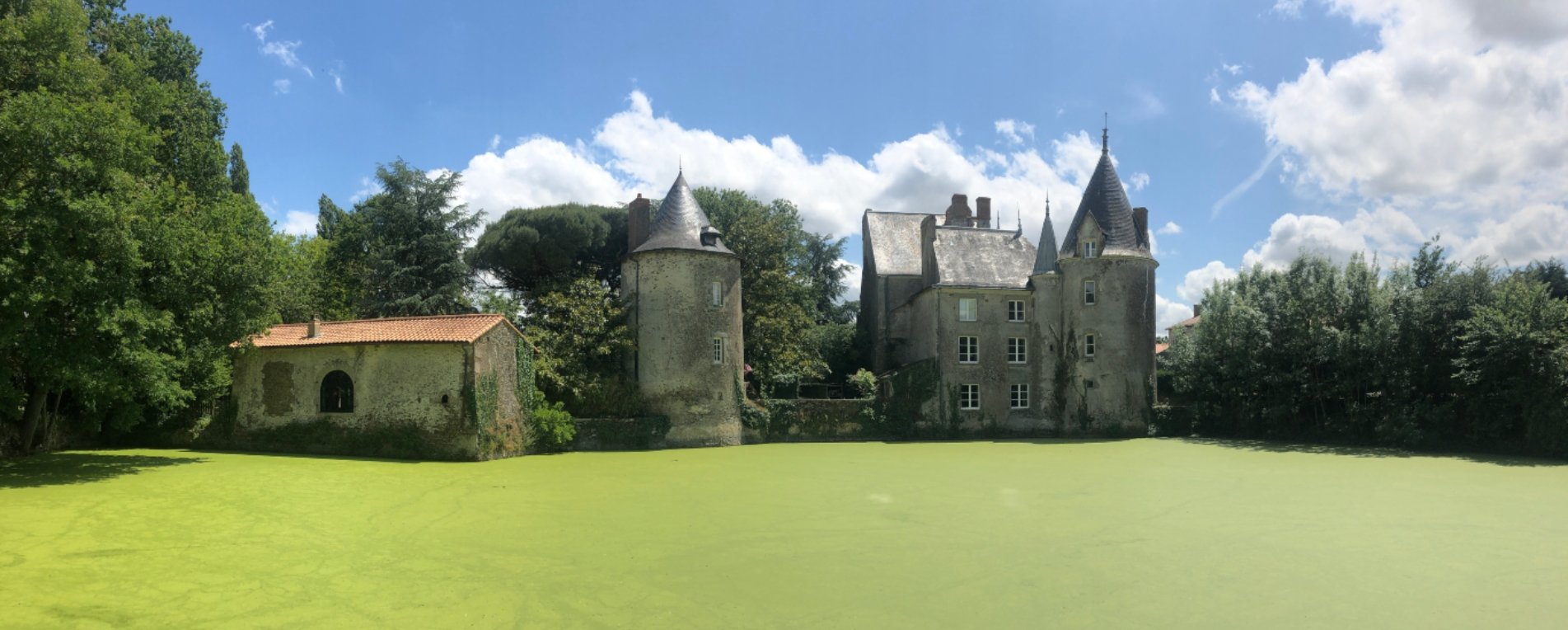
Chateau de la Preuille

## Personnalités liées à la commune
- Le comte de Soulanges (1736-1795), né le 18 août 1736 au château de La Preuille, officier de marine, héros de la bataille de Quiberon, mort, fusillé à Auray le 18 août 1795.
- Louis-Joseph de Badereau (1748-1832), seigneur de Bois-Corbeau avant la Révolution et militaire royaliste pendant les guerres de Vendée et dans l'armée des Princes.
- Marie-Caroline de Bourbon-Siciles, duchesse de Berry. Elle s'est rendue au château de La Preuille en 1832 pour lancer un soulèvement contre le roi Louis-Philippe, afin de prendre le pouvoir pour son fils, Henri d'Artois, petit-fils du roi déchu Charles X.
- Georges de Villebois-Mareuil (22 mars 1847 à Nantes - 5 avril 1900, Afrique du Sud), est un militaire français. Il passe sa jeunesse au château familial du Bois-Corbeau.
- René Giraudet[40] (Luçon le 4 décembre 1907- 12 juin 1945, Kremlin-Bicêtre, Paris), vicaire de Saint-Hilaire-de-Loulay, il devient pendant la guerre aumônier général du mouvement d'Action catholique, puis fut déporté à Sachsenhausen dit « Sachso », un camp de concentration nazi puis Bergen-Belsen.
- Jean de Lattre de Tassigny y rencontra, au cours d'une garden-party chez la baronne Taylor, au château de Bois-Corbeau, Simonne Calary de Lamazière, en septembre 1926. Ils s'épouseront le 22 mars 1927[41].